# Aiberga-Grabstein
Der Aiberga-Grabstein ist ein Grabstein der Merowingerzeit aus Kempten am Rhein. Die Inschrift und Gestaltung des Steins, der im 6. Jahrhundert für eine junge fränkische Christin namens Aiberga gesetzt wurde, machen ihn zu einem bedeutenden Zeugnis der frühmittelalterlichen Christentums- und Religionsgeschichte der historischen Region der Rheinlande und der Epoche der Fränkischen Landnahme im Raum der vormaligen römischen Rheinprovinzen.

## Geschichte
Der Stein wurde im März 1779 in einem Weinberg am Rochusberg in der Flur „Am Galgen“ zusammen mit dem ebenfalls christlichen Grabstein des „Paulinus“ entdeckt. Beifunde waren eine fränkische Prachtfibel sowie eine Metallkugel mit Asche, silberne Schnallen und drei Messer. Daneben gab es auch jüngere Grabfunde. Der Grabstein der adeligen Aiberga steht im Kontext zu weiteren örtlichen Setzungen. Darunter befindet sich auch der „Bertichilde-Grabstein“, Zeugnis einer lokalen fränkischen Adelssippe beziehungsweise sozialen Oberschicht. Zudem zeugen die Funde der Grabsteine des Presbyters „Aetherius“ und des „Paulinus“ von einer frühchristlichen Gemeinde mit einer germanisch-romanischen (ethnischen) Zusammensetzung und einer Besiedlungskontinuität seit der Römerzeit.
Legationsrat Schmidt von Rossau erwarb den Stein für den Landgrafen Friedrich II. von Hessen-Kassel. Am 6. April 1779 wurde er ins Kunsthaus in Kassel verbracht. Der Stein wurde im Zweiten Weltkrieg beschädigt: Die rechte untere Ecke musste wieder angesetzt werden, nachdem sie abgebrochen war, und besonders auf der Rückseite des Steins zeigen sich schwarze Brandspuren. Im Jahr 1985 wurde der Stein gereinigt und an den Bruchstellen geklebt. Der Grabstein ist heute Teil der Antikensammlung im Schloss Wilhelmshöhe in Kassel (Inv. Nr. Sk 71).

## Gestaltung und Inschrift
Die Oberfläche des Steins weist dunkel-rötliche Verfärbungen auf. Für den Grabstein wurde eine rechteckige Kalktuffplatte verwendet, ein Material, das für das Hauen einer Inschrift nicht gut geeignet ist. Dies zeigen die gesplitterten Konturen der Buchstaben der Grabinschrift. Bei einer Dicke von 6,5 bis 8,4 Zentimetern – die Stärke nimmt von rechts nach links hin zu – ist die Steinplatte 53 Zentimeter hoch und 46,5 Zentimeter breit. Die Platte könnte ein Grab abgedeckt haben oder auch in die Wand einer Grabkammer eingelassen gewesen sein. Nicht auszuschließen ist, dass für Aibergas Grabinschrift ein ursprünglich anderweitig verwendeter Stein wiederverwertet wurde.
Direkt am oberen Rand beginnt die fünfzeilige Inschrift auf einer unregelmäßigen Lineatur. Derartige vorgerissene Linien finden sich bei frühchristlichen Inschriften nicht selten. Der Text lautet:
+ IN HOC SEPVLCH[RUM R]
EQIESCET IN PACE PVELL[A NO]
MINE AIbERGA Q VIXIT AN
NIS XXIXII ET MENSES V
ET DIES X
Übersetzt lautet diese Inschrift:

„In diesem Grab ruht in Frieden das Mädchen mit Namen Aiberga, das gelebt hat 32 Jahre und fünf Monate und zehn Tage“

Der Text ist durchgehend, also ohne Worttrennungen, geschrieben und die Zeileneinteilung richtet sich auch nicht nach den Wort- oder Satzenden. Während die ersten vier Zeilen bis zum rechten Rand gefüllt sind, wird von der fünften Zeile nur ein kleiner Teil genutzt. Die Buchstaben O und Q sind relativ klein dargestellt, das L ist mit einer schrägen Querhaste versehen. Das M hat schräge Außen- und ziemlich lange Mittelhasten, das A weist eine gebrochene Querhaste auf. Das B ist nicht nur klein, sondern auch kursiv geschrieben. In der dritten Zeile findet sich ein N, dessen Innenhaste falsch herum, von links unten nach rechts oben, verläuft. Zum Ende der Inschrift hin nehmen Höhe und Breite der Buchstaben zu, wie auch die Lineatur hier weiter wird. Entlang den Buchstabenkonturen ist die Oberfläche des Steins zum Teil gesplittert.
Walburg Boppert vermutet aufgrund der Zeilenlänge, dass in der beschädigten ersten Zeile nicht die sprachlich korrekte Ablativform „SEPVLCRO“, sondern der Akkusativ „SEPVLCHRVM“ gestanden hat. Sowohl das eingefügte H, das im klassischen Latein in diesem Wort nicht zu finden wäre, als auch der Kasuswechsel treten in mittelrheinischen Grabinschriften häufig auf, ebenso das fehlende V bzw. VI hinter dem Buchstaben Q in der zweiten und der dritten Zeile, die Vokalveränderung von I zu E in REQVIESCET und die Form ANNIS statt klassisch ANNOS. Wohl nachträglich eingefügt wurde das E in dem Wort „PVELLA“ in der zweiten Zeile. In der vierten Zeile dürfte der Steinmetz irrtümlicherweise eine Haste zwischen dem zweiten und dem dritten Zehnerzeichen X angebracht haben.
Unterhalb der Inschrift und in einigem Abstand davon ist ein großes, leicht nach rechts gekipptes, vereinfachtes Christogramm eingemeißelt. Χ und Ρ besitzen hier insgesamt nur zwei Balken, die einander innerhalb eines Kreises rechtwinklig kreuzen. In den beiden unteren Vierteln dieses Kreises sind ein großes Α und ein kleines ω zu finden, die mit ihren oberen Enden an den Querbalken anstoßen.
Während die linke Seitenfläche der Platte geriffelt ist, wurden die übrigen Seitenflächen und auch die Rückseite geglättet. An der Oberseite ist links eine längliche Erhebung mit einer Bruchfläche vorhanden.
Die Datierung auf das sechste nachchristliche Jahrhundert wird mit den wiederkehrenden Formeln der spätantiken und frühmittelalterlichen Grabsteintexte begründet: „Puella“ gilt als typischer Begriff für eine Frau im heiratsfähigen Alter, Kreuz, Christogramm und Eingangsformel als typisch für das 6. Jahrhundert nach Christus. Grammatikfehler, vulgärlateinische Lautverschiebungen und Verschreibungen der hier vorliegenden Art finden sich in den frühchristlichen Inschriften des Mittelrheingebiets häufig. Sie sind Zeugnisse einer Romanisierung der fränkischen Bevölkerungsgruppe, der auch die verstorbene Aiberga angehört haben dürfte.

## Name
Der germanische Name der Aiberga ist ein zweigliedriges Kompositum aus germ. *agjō = „spitz, scharf, Ecke“, ebenfalls synonym für „Schwert, Schärfe einer Waffe“, und germ. *bergan = „bergen, schützen“. Die Verkürzung mit wegfallendem g (Agi-(a)-berg-a < Ai-berg-a) im ersten Glied ist eine häufige Erscheinung im germanischen Namensschatz, ebenfalls tritt der Schwund des Fugenvokals -a- gewöhnlich auf. Das zweite Glied zeigt die westgermanische Flexion weiblicher Personennamen auf -a. Die einzelnen Glieder sind häufig belegte Bildungstypen in der germanischen Namengebung und treten im westgermanischen Kontinuum runenepigraphisch in den Belegen Aibirg („Scheibenfibel von Oettingen“, 6. Jahrhundert) und Agilaþrud („Bügelfibel von Griesheim“, zweite Hälfte 6. Jahrhundert) auf.